# Синдром Коккейна
 Синдром Коккейна  (англ. Cockayne syndrome, CS), также называемый синдром Нил-Дингуолл (англ. Neill-Dingwall) — редкое аутосомно-рецессивное, нейродегенеративное расстройство, характеризующееся недостатком роста, нарушением развития нервной системы, аномальной чувствительностью к солнечному свету (фотосенсибилизация), заболеваниями глаз и преждевременным старением. Нездоровый вид и неврологические расстройства являются критериями для диагностики, а светочувствительность, нарушения слуха и ненормальные глаза — другие весьма общие черты. Возможны проблемы любого или всех внутренних органов. Это связано с группой расстройств, называемых лейкодистрофия (состояние, характеризующееся деградацией белого вещества). В основе расстройства лежит дефект механизма репарации ДНК. Интересно, в отличие от других дефектов репарации ДНК, пациенты с CS не предрасположены к раку или инфекции. Синдром Коккейна редок, но это разрушительная болезнь, которая, как правило, приводит к смерти в первом или втором десятилетии жизни. Мутация специфических генов в синдроме Коккейна известна, но широко распространенные эффекты и его отношения с репарацией ДНК еще не очень хорошо исследованы.
Синдром назван в честь английского врача Эдварда Альфреда Коккейна (англ. Edward Alfred Cockayne)(1880—1956), который первым описал его в 1936 году и повторно в 1946 году в статье под названием «Карликовость с атрофией сетчатки и глухота  (англ. Dwarfism with Retinal Atrophy and Deafness) ». Синдром Нил-Дингуолл был назван в честь Марии М. Дингуолл (англ. Mary M. Dingwall) и Кэтрин А. Нилл (англ. Catherine A. Neill). Эти женщины описали случай двух братьев с синдромом Коккейна и утверждали, что это та же болезнь, что описана Эдвардом Альфредом Коккейном. В своей статье женщины объясняли симптомы заболевания в связи с их открытием кальцификации головного мозга. Они также сравнили синдром Коккейна с тем, что сейчас известно как синдром Хатчинсона-Гилфорда (HGPS) под названием Прогерия, в связи с прогрессированием старения, которое характеризует оба расстройства.

## Формы
- CS I типа, «классический» вид, характеризуется нормальным ростом плода с наступлением аномалии в течение первых двух лет жизни. Зрение и слух постепенно снижаются[8]. Центральная и периферическая нервные системы постепенно вырождаются до самой смерти в первом или втором десятилетии жизни, в результате серьезного неврологического ухудшения. Атрофия коры головного мозга менее серьезна в CS типа I[9].
- CS II типа присутствует с рождения (врожденная) и гораздо более серьезная, чем CS типа 1[8].  Это предполагает очень слабое неврологическое развитие после рождения. Смерть обычно наступает в семилетнем возрасте. Этот тип также обозначается как церебральный окуло-фацио-скелетный (COFS) синдром или синдром Пенья-Шокейр (англ. Pena-Shokeir) типа II[8]. Синдром COFS назван так из-за последствий, которые он оказывает на мозг, глаза, лицо и скелетную систему, а болезнь часто приводит к атрофии головного мозга, катаракте, потере жирности лица и остеопорозу. Синдромы COFS могут быть дополнительно подразделены на несколько условий (типа COFS 1, 2, 3 (связанные с пигментной ксеродермой) и 4)[10]. Обычно пациенты с этим видом рано начавшегося расстройства демонстрируют также серьезные повреждения головного мозга, в том числе снижению миелинизации белого вещества  и более широко распространенную кальцификацию, в том числе в коре головного мозга и базальных ганглиев[9].
- CS типа III, характеризуются поздним началом, течение как правило, мягче, чем у типов I и II[8]. Часто пациенты с типом III доживают до  взрослого возраста.
- Пигментная Ксеродерма-синдром Коккейн (XP-CS) происходит, когда человек попутно страдает от пигментной ксеродермы, другого заболевания репарации ДНК. Экспрессируются некоторые симптомы каждой болезни. Например, присутствуют веснушки и пигментные нарушения, характерные XP. Заметны характерные CS неврологические расстройства, спастичность и неразвитость половых органов. Тем не менее, отсутствуют гипомиелинизация и типичные черты лица пациентов CS[11].

## Внешность и диагностика
Лица с этим синдромом имеют меньший  обычного размер головы (микроцефалия), невысокий рост (карликовость), глаза выглядят запавшими, и они имеют «пожилой» вид. Они часто имеют длинные конечности с контрактурами суставов (неспособностью расслабления мышцы в суставе), сутулость (кифоз) и они могут быть очень тощими (кахексия) из-за потери подкожного жира. Их маленький подбородок, большие уши, и заостренный, тонкий нос часто дают пожилой внешний вид. 
Кожа лиц с синдромом Коккейна также часто аномальна. Гиперпигментация, варикозные или узловатые вены (телеангиэктазия)  и серьезная чувствительность к солнечному свету являются общими симптомами, даже у лиц без XP-CS. Часто пациенты с синдромом Коккейн бывают слабо чувствительны к ожогам и волдырям. Глаза пациентов могут быть затронуты различными путями  и их аномалии распространены в CS. Катаракта и помутнение роговицы являются общими симптомами. Вполне может произойти потеря и повреждение элементов зрительного нерва, вызывающая его атрофию. Нистагм, или непроизвольные движения глаз и зрачки, которые не расширяются, показывают потерю управления и непроизвольного сокращения мышц. Соль и перец пигментации сетчатки также очевидный симптом. Диагноз определяется конкретным тестом для репарации ДНК, который измеряет восстановление РНК после воздействия УФ-излучения.

## Генетика
Синдром Коккейн классифицируется генетически следующим образом:
| Тип | OMIM   | Ген        |
| --- | ------ | ---------- |
| A   | 216400 | ERCC8      |
| B   | 133540 | ERCC6      |
| C   | 216411 | неизвестно |

Мутации в гене ERCC6 (также известном как ген CSB) или ERCC8 (также известном как ген CSA) являются причиной синдрома Коккейн. Белки от этих генов, участвующих в репарации ДНК с помощью транскрипционной связи механизма репарации, в частности ДНК в активных генах. Повреждение ДНК, вызываются ультрафиолетовыми лучами от солнечного света, радиацией или свободными радикалами в организме. Нормальная клетка может восстановить повреждения ДНК легко, прежде чем они накопятся. Если какой-либо ген ERCC6 или ERCC8 изменяется (как в синдроме Коккейн), повреждение ДНК не устраняются. По мере накопления повреждений, это может привести к неполноценным клеткам или к гибели клеток. Это гибель клеток и их неполноценность, вероятно, способствует симптомам синдрома Коккейн, таким как преждевременное старение и гипомиелинизация нейронов. 
Мутации в генной мутации ERCC6 составляет ~ 70% случаев.

## Неврология
Визуальные исследования показывают широкое отсутствие миелиновых оболочек нейронов в белом веществе головного мозга, и общую атрофию коры головного мозга. Кальцификаты также были найдены в скорлупе, площади переднего мозга, которая регулирует движения и способствует  некоторым формам обучения, вместе с  корой. Кроме того, атрофия центральной части мозжечка у больных с синдромом Коккейна также может привести к отсутствию мышечного управления, в частности, к обычно наблюдаемой непроизвольной и плохой осанке.

## Лечение
Не существует постоянного лечения этого синдрома, хотя пациенты могут лечиться в соответствии с их специфическими симптомами. Прогноз для больных  синдромом Коккейна плохой, а смерть, как правило, происходит у каждой двадцатой личности. Лечение обычно включает в себя физиотерапию и незначительные операции на пораженных органах, такие как удаление катаракты. Кроме того, рекомендуется также наносить толстый слой солнцезащитного крема и носить защитную одежду пациентам с синдромом Коккейна, слишком чувствительным к УФ-излучению. Может также помочь оптимальное питание. Для родителей рекомендуется генетическая консультация, так как расстройство имеет 25% шанс передачи  любым будущим детям, и также по возможности рекомендуется пренатальное тестирование. 